# Архијерејско намјесништво тузланско
Архијерејско намјесништво тузланско чини одређени број црквених општина и парохија Епархије зворничко-тузланске Српске православне цркве, под надзором архијерејског намесника са седиштем у Тузли.
Архијерејско намјесништво Тузланско чини 27 црквених општина и 24 парохије. У намјесништву службује 15 парохијских свештеникa, 1 војни свештеник и 2 парохијска ђакона.
Намјесништву административно припадају и два манастира: Озрен и Папраћа.

## Парохије
- Бријесничко-тумарска парохија Пурачић,[1] чине је села: Доња Бријесница, Тумаре и Горња Бријесница.

Црква Пресвете Тројице у Тумарама - градња је почела 1930. године. Цркву је освештао епископ зворничко-тузлански Нектарије Круљ 4. октобра 1936. године. Живописан је 1983. године. Током Одбрамбено-отаџбинског рата (1992—1995) цркву су порушили и запалили припадници Армије БиХ 1995. године. Тада је страдао и живопис храма, док је иконостас том приликом изгорео. Обновљен је 2005. године, а након обнове освештао га је епископ зворничко-тузлански Василије 30. јула 2005. године. Нови иконостас израдио је Миладин Цвијановић из Осјечана код Добоја. У цркви је прије рата чувана рука Свете великомученице Марине. Не зна се тачно како је доспеле до овога храма. Претпоставља се да ју је неко од свештеника из породице Поповић донио из Јерусалима. Од 1995. године мошти се чувају у манастиру Светог Николаја на Озрену.
- Дубничкa парохија Осмаци,[2] чине је Калесија и Дубница и села: Зоље, Брезик, Јегинов Луг, Зелина Два и село Тупковић у општини Живинице.

Црква Светих праведних Јоакима и Ане у Дубници - градња је почела 1905. године, цркву је освештао митрополит зворнички Иларион Радонић 22. септембра 1912. године. Оштећен је и оскрнављен у Другом свјетском рату. Обнова је почела након рата и трајала је у периоду од 1945. до 1965. године. Током Одбрамбено-отаџбинског рата (1992—1995) храм запаљен је и више пута гранатиран. Након окончања ратних сукоба 1995. године почела је обнова. Због велике оштећености звоник храма је наново озидан. Обновљену цркву освештао је епископ зворничко-тузлански  Василије, 20. јула 2008. године.
- Живиничко-Подгајевска парохија Тузла,[3] чине је Живинице и Бановићи и села: Подгајеви, Ђурђевик, Врнојевићи, Дунојевићи, Брњица, Ступари и Кривача.

Црква Силаска Светог Духа на апостоле у Подгајевима - градња је почела 1909. године. Цркву је 16. октобра 1910. године освештао митрополит зворничко-тузлански Иларион Радонић. Током Одбрамбено-отаџбинског рата  (1992—1995) храм је девастирала Армија БиХ, када је и иконостас делимично запаљен.
- Јасеничко-Потпећка парохија Шпионица[4] чине је села: Јесеница, Потпећ, Тиња и Средња Драгуња.

Црква Светих апостола Петра и Павла у Јасеници - градња је почела је 6. јуна 1986. године, а исте године темеље је освештао епископ зворничко-тузлански Василије. Цркву је освештао 24. јула 1988. године исти епископ.
- Какмушка парохија Какмуж,[5] чини је село Какмуж.

Црква Пресвете Тројице у Какмужу - градња је почела 1988. године према пројекту архитекте Пеђе Ристића из Београда. Темеље, куполске крстове и звоно освештао је 1989. године епископ зворничко-тузлански Василије. Градња храма завршена је 2000. године. Надлежни архијереј Василије освештао је цркву 29. јула 2001. године.
- Кладањска парохија Тишча,[6] чини је Кладањ са околиним селима: Лупоглаво, Јелачићи, Обрћевац, Матијевићи, Пелемиши, Пепићи, Ковачићи, Мала Кула, Младово, Велика Кула и Пајићи.

Црква Светог великомученика Димитрија у Кладњу - градња  је почела 1979. године и цркву је 1981. године освештао епископ зворничко-тузлански Василије. Током Одбрамбено-отаџбинског рата (1992—1995) храм је оштетила Армија БиХ 1993. године. Након окончања ратних сукоба (1995) почела је обнова храм која још траје. Богослужења се  врше само на велике празнике, јер је готово сав православни живаљ протеран.
- Лопарска парохија Лопаре,[7] чини је насеље Лопаре.

Црква Покрова Пресвете Богородице у Лопарама - градња је почела 1991. године. Темеље је 14. октобра 1993. године освештао епископ зворничко-тузлански Василије. Исти епископ освештао је цркву 25. јула 1998. године.
- Мачковац 1. парохија Мачковац,[8] чине је села: Пирковци, Миросавци, дио Милина Села (до Бабајаче), Вукосавци и пола Лопара (лијева страна главном улицом Цара Душана до краја Лопара према Тузли).

Црква Рођења Пресвете Богородице у Мачковцу - градња је почела 1913. године, где је неимар био Нико Митровић из Тузле. Нема података ко је освештао темељ храма 12. јула 1913. године. Градња је завршена 1914. године и по завршетку радова цркву је освештао митрополит зворничко-тузлански Иларион Радонић 26. октобра 1916. године. Током Другог свјетског рата храм су скрнавиле усташе. Након рата комунистичка власт је храм претворила у задружни магацин. Током своје историје црква је обнављана неколико пута.
- Мачковац 2. парохија Мачковац,[9] чини је део Лопара (десна страна главне улице Цара Душана до краја Лопара према Тузли), затим села: Мачковац, Јабланица, Козјак и Коњиковићи.

Црква Рођења Пресвете Богородице у Мачковцу
- Озренска парохија Порјечина,[10] чине је села: Порјечина, Брезици, Калуђерица, Пањик, Ступари и Мичијевићи.

Црква Рођења Пресвете Богородице у Порјечини - градња је почела 1989. године, да би због ратних дешавања у БиХ (1992—1995) градња храма је прекинута. Темеље је освештао епископ зворничко-тузлански Василије 2003. године и храм 6. јуна 2004. године.
- Осмачка парохија Осмаци,[11] чини је Осмаци са засеоцима Борогово и Сајтовићи, те село Ракино Брдо са засеоцима Пандури и Зелина Горња.

Црква Пресвете Тројице у Осмацима - градња је почела 1985. године према пројекту Пантелије Јањића из Осмака. Темеље је освештао исте године епископ зворничко-тузлански Василије. Након завршене градње 1989. године храм су освештали 10. септембра исте године митрополит симферопољски и кримски Леонтије Гудимов из Руске православне цркве и епископ зворничко-тузлански Василије.
- Папраћка парохија Манастир Папраћа,[12] чини је села: Папраћа, Добрић, Башићи, Калабаче, Видаковићи, Коријен, Горња Каменица, Павловићи, Велика Њива, Ашћерићи, Зидоње, Чеваљуше и Божићи.

Манастир Папраћа - не постоји парохијски храм, већ манастирска црква манастира Папраће служи и као парохијски храм.
- Петровљанска парохија Петрово,[13] чини је општинско место Петрово.

Црква Покрова Пресвете Богородице у Петрову - градња је почела је 1990. године према пројекту архитекте Бранка Пешића из Београда. Темеље је освештао епископ зворничко-тузлански Василије 14. октобра 1991. године и храм 27. маја 2001. године.
- Пиперска парохија Пипери,[14] чине је села: Пипери, Брусница, Вакуф, Лукавица, Миладићи, Брезје, Висори и Шибошница.

Црква Светог Јована Крститеља у Пиперима - градња је почела 1980. године. Темеље је освештао 2. августа исте године епископ зворничко-тузлански Василије и цркву 8. августа 1987. године. Храм је током Одбрамбено-отаџбинског рата (1992—1995) оштећен, када су га гранатирали припадници  Армије БиХ. Обновљен је 2002. године.
- Пожарничка парохија Тузла,[15] чине је села: Пожарница, Баре, Ковачево Село, Вис, Ковачица, Тракиловића Ријека, Колимер, Цвиљевина, Гајеви и Гојино Брдо.

Црква Вазнесења Господњег у Пожарници - није познато када је почела изградња. Храм је освештао митрополит зворничко-тузлански Николај Мандић, 26. октобра 1896. године. Током ратних сукоба у БиХ (1992—1995) цркву је ван ратних дејстава, минирала Армија БиХ из Тузле. Тада су срушени звоник и олтарска апсида, а остали је део цркве остао у рушевном стању. Из наведеног разлога светосавски дом је 2004. године преуређен у богослужбени простор. Минирани храм је био живописан. Као и живопис тако и иконе на иконостасу услед минирања уништене су заједно са изузетно вредним иконостасом. Комисија за очување националних споменика БиХ овај храм је прогласила националним спомеником културе. Обнова цркве је обављена у периоду од 2015. до 2016. године.
- Прибојска парохија Прибој,[16] чине је села: Прибој, Пељаве, Липовице, Бријест, Подгора и Потраш.

Црква Рођења Пресвете Богородице у Прибоју - градња је почела 1880. године. Након завршене градње храм је освештао митрополит зворнички Дионисије II Илијевић 22. августа/4. септембра 1883. године. Црква је током ратова у 20. веку била оштећена и оскрњављена.
- Пурачићка парохија Пурачић,[17] чине је села: Пурачић, Сижје, Милино Село, Кртова, Смолућа, Трештеница, Јарушке, као и град Лукавац са селима Бабице, Мосоровац у којима данас нема православних житеља.

Црква Светог пророка Илије у Пурачићу - градња је почела 1895. године према пројекту добијеном од Земаљске владе у Сарајеву. Темеље храма освештао је 16. јула 1895. године и сам храм  1. октобра 1896. године  митрополит зворничко-тузлански Николај Мандић. Први пут храм је обнављан 1989. године. Током рата (1992—1995) храм су оскрнавили локални муслимани ван ратних дејстава. Од 2006. до 2011. године извршена је обнова, а 2011. године и рестаурација иконостаса.
- Растошничка парохија Прибој,[18] чине је села Растошница и Рожањ, те засеоци Чакловица, Чаира и Завршје.

Црква Светог великомученика кнеза Лазара у Растошници - градња је почела 1991. године. Темеље је освештао надлежни архијереј Василије 11. новембра 1991. године. Због ратних дешавања у БиХ (1992—1995) градња је прекинута. Цркву је освештао епископ зворничко-тузлански Хризостом 3. августа 2014. године. Пре данашњег храма постојао је старија богомоља која је потопљена приликом градње вештачког језера Снијежница за потребе ТЕ „Угљевик”.
- Тобутска парохија Тобут,[19] чине је села Тобут, Лабуцка и Мезграја.

Црква Светог Јована Крститеља у Тобуту - градња је почела 1932. године према пројекту који је урадио Бошко (не зна се презиме) из Тузле. Темеље је освештао 1936. године епископ зворничко-тузлански Нектарије Круљ и саму цркву 6. октобра 1939. године.
- Тузла 1. парохија Тузла,[20] чини је западни део града Тузле, тј. насеља: Миладије, Кројчица, Равна Трешња, Мрамор-Марићи, Шићки Брод и пола села Црно Блато.

Саборна црква Успења Пресвете Богородице у Тузли - градња је почела 1874. године према пројекту инжењера Антона Линардовића. Митрополит Дионисије II Илијевић освештао је храм на празник Успења Пресвете Богородице 15./28. августа 1882. године.
- Тузла 2. парохија Тузла,[21] чини је источни део града Тузле и насеља: Ши Село, Солина, Славиновићи, Симин Хан, Чакловићи и пола села Црно Блато.

Саборна црква Успења Пресвете Богородице у Тузли
- Цапарде парохија Цапарде,[22] чини је село Цапарде са засеоцима: Кулина, Чанакчије, Ново Насеље, Вилчевићи, Шарци, Матковац и Ошкопице, те село Снагово са засеоцима Косовача и Јасиковци.

Црква Свете великомученице Марине у Цапардама - градња је почела 1999. године. Епископ зворничко-тузлански Василије је освештао је храм 29. јула 2006. године.
- Шпионичка парохија Шпионица,[23] чине је Сребреник и села: Шпионица, Доње Срнице, Равнуше, Тиња, Потпећ, Јасеница и Драгуња.

Црква Успења Пресвете Богородице у Шпионици - градња је почела 1900. године. Храм је освештао митрополит Иларион Радонић 1914. године. Године 1967. обновљена је фасада на храму, а кровни покривач је замиењен бакарним 1988. године. У рату од 1992. до 1995. године на цркви су полупани прозори и исписани разни антисрпски графити и поруке пуне мржње. Фасада на јужној страни храма и на две куполе обновљена је 2009/10. године. Током обнове 20014/15. године постављена је нова столарија на звонику и обновљена је фасада на западном делу храма.